# Łączność radiowa (wojsko)
Łączność radiowa – łączność organizowana za pomocą radiostacji (nadajników i odbiorników radiowych) pracujących według ściśle określonych zasad, umożliwiająca wymianę informacji między dowódcami i sztabami wszystkich szczebli dowodzenia; sposób wymiany wiadomości za pomocą propagacji fal elektromagnetycznych w kanale radiowym z wykorzystaniem środków radiowych.

## Charakterystyka
Łączność radiową stosuje się od szczebla pododdziału wzwyż. Umożliwia ona przekazywanie rozkazów, zarządzeń, meldunków i różnych sygnałów do kilku dowódców i sztabów. Może być organizowana na kierunkach, w sieciach radiowych lub systemem abonenckim.
W zależności od zastosowanej aparatury końcowej rozróżnia się:
- łączność telefoniczną,
- łączność telegraficzną (słuchową i dalekopisową),
- łączność telekopiową i telewizyjną.

Wady łączności radiowej:
- możliwość przechwycenia informacji, prowadzenia dezinformacji i zakłóceń elektronicznych przez przeciwnika,
- możliwość namierzenia pracującej radiostacji,
- zależność łączności od warunków atmosferycznych, ukształtowania terenu, pory dnia i roku, występowania zakłóceń naturalnych i przemysłowych,
- możliwość zakłóceń ze strony własnych środków walki elektronicznej,
- ograniczona liczba częstotliwości roboczych.

Zalety łączności radiowej:
- możliwość organizacji łączności w terenie trudno dostępnym,
- krótki czas jej organizacji,
- możliwość utrzymania łączności z korespondentem, którego miejsce nie jest znane,
- jednoczesne przekazywanie informacji do wielu korespondentów,
- łatwość modyfikacji systemu łączności,
- możliwość utrzymania łączności w ruchu i na postoju,
- możliwość utrzymania łączności z naziemnymi, powietrznymi, nawodnymi i podwodnymi elementami dowodzenia.

## Sposoby organizacji łączności radiowej
Łączność za pomocą środków radiowych organizowana jest:
- w kierunku radiowym,
- w sieci radiowej.

Sposób organizacji łączności uwzględnia:
- przeznaczenie organizowanego systemu łączności oraz stopień jego ważności,
- specyfikę działań bojowych danego rodzaju wojsk,
- charakter i specyfikę organizacji dowodzenia,
- potrzeby w zakresie wymiany informacji,
- konieczność maskowania przed rozpoznaniem przeciwnika i zabezpieczenia się przed jego celowymi zakłóceniami,
- ilość posiadanych sił i środków.

## Klasyfikacja
Ze względu na wykorzystanie kanałów radiowych i konstrukcję środka radiowego:
- simpleksowa łączność radiową;
- półdupleksowa łączność radiowa,
- dupleksowa łączność radiowa.

Ze względu na fizyczny dostęp do kanału radiowego:
- sieć wolna – typ sieci radiowej, w której korespondenci nie potrzebują zgody na nadawanie od korespondenta pełniącego obowiązki stacji kontrolującej,
- sieć kierowana – typ sieci radiowej, w której istnieje stacja kontrolująca sieć Net Control Station NCS organizacyjnie regulująca dostęp do kanału radiowego; pozostali korespondenci muszą otrzymać zgodę na wykorzystanie kanału radiowego.

Ze względu na moc promieniowanego sygnału:
- środki radiowe małej mocy (promieniowanego sygnału nie jest większa niż 100 W),
- środki radiowe średniej mocy (od 100 W do 1 kW),
- środki radiowe dużej mocy (większa niż 1 kW).

Ze względu na realizowane w systemie łączności usługi:
- łączność foniczna,
- transmisja danych.

Ze względu na rodzaj przesyłanych wiadomości:
- służbowa,
- ćwiczebna,
- operacyjna.

## Pojęcia
Podstawowe pojęcia związane z łącznością radiową
- Środek radiowy

sprzęt telekomunikacyjny (radiostacja, radiotelefon, radiolinia, terminal satelitarny) umożliwiając nadawanie lub odbiór fal elektromagnetycznych w celu zapewniania wymiany wiadomości z przydzielonymi częstotliwościami z precyzyjnie określonymi parametrami.
- Nadawanie

proces przekształcenia sygnału informacyjnego wytworzonego przez źródło wiadomości do postaci fali elektromagnetycznej dogodnej do wypromieniowania i propagacji w kanale radiowym.
- Odbiór

proces odtworzenia wiadomości z odebranego w postaci fali elektromagnetycznej zniekształconego sygnału oraz dostarczenia wiadomości odbiorcy.
- Korespondencja radiowa

wymiana wiadomości pomiędzy źródłem a odbiorcą wiadomości.
- Cisza radiowa

przerwa w nadawaniu, zarządzona na polecenie uprawnionej osoby funkcyjnej, wcześniej zaplanowana lub wprowadzana zgodnie z określoną procedurą.